# Balthazar Martinot

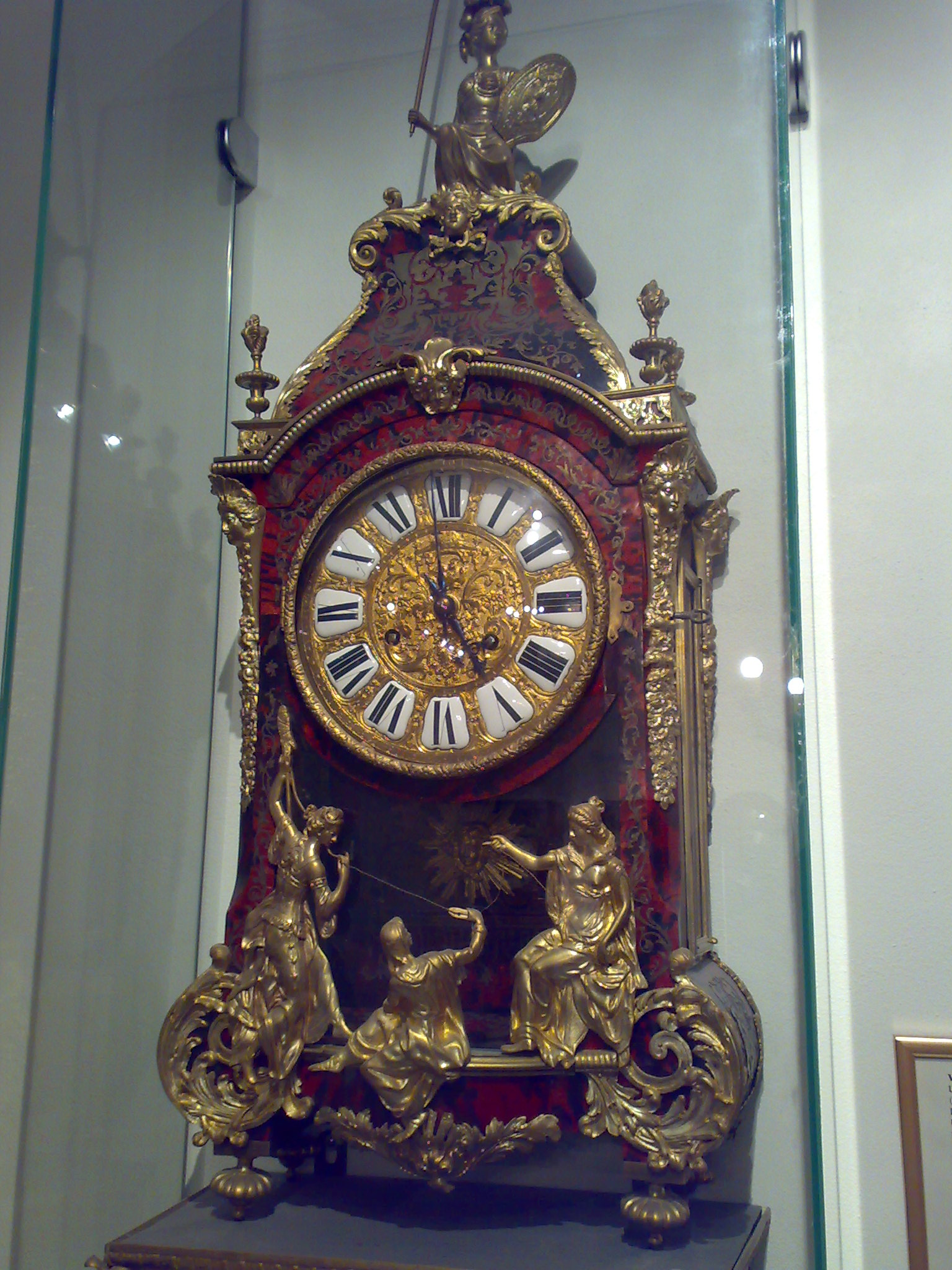
Relógio feito por Balthazar Martinot, 1678

Balthazar Martinot (1636–1714) foi um relojoeiro francês e secretário privado da rainha Maria Teresa e do rei Luís XIV.
Sua filha Anne Martinot casou-se com o ourives do rei Philippe Van Dievoet.
Ele foi considerado um dos relojoeiros mais famosos da Europa de seu tempo. Ele fabricava relógios tanto para o mercado doméstico quanto para o mercado do Extremo Oriente. A maioria dos desenhos dos relógios eram de André-Charles Boulle (1642-1732).
Em 8 de janeiro de 2023, um exemplar exposto no Palácio do Planalto de Brasília foi destruído, durante a Invasão do Congresso Brasileiro. Este Relógio havia sido ganho pelo Príncipe José I de Portugal em seu casamento em 1729. Naquela época, as cortes europeias gostavam de colecionar relógios e presenteá-los. O Relógio havia sido dado de presente de casamento pelo rei Luís XIV da França e levado para o Brasil em 1808 junto com a família real portuguesa.